# 弗勒雷 (奥恩省)
弗勒雷（法語：Fleuré，法語發音：[flœʁe] ⓘ）是法国奥恩省的一个市镇，属于阿让唐区。

## 地理
弗勒雷（48°41'27"N, 0°3'25"W）面积11.8 平方千米，位于法国诺曼底大区奧恩省，该省份为法国西北部内陆省份，北起顺时针与卡爾瓦多斯省、厄尔省、厄尔-卢瓦省、萨尔特省、马耶讷省和芒什省接壤。
与弗勒雷接壤的市镇（或旧市镇、城区）包括：萨尔索、唐克、弗朗什维尔、埃库谢莱瓦莱。

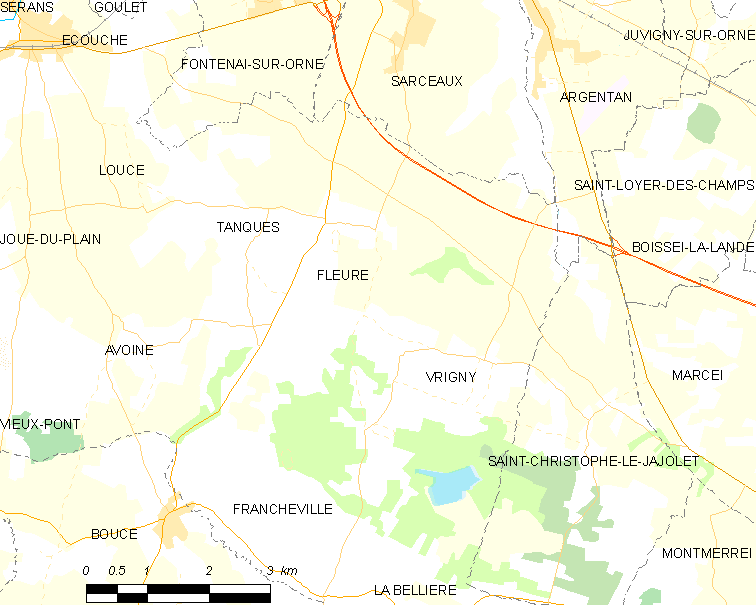
的OSM定位图

弗勒雷的时区为UTC+01:00、UTC+02:00（夏令时）。

## 行政
弗勒雷的邮政编码为61200，INSEE市镇编码为61170。

## 政治
弗勒雷所属的省级选区为马尼勒代塞尔县。

## 人口

1962-2008年间人口变化图示

弗勒雷于2022年1月1日时的人口数量为205人。